# Bandera de Sant Martí Vell
La bandera oficial de Sant Martí Vell té la següent descripció:
Bandera apaïsada, de proporcions dos d'alt per tres de llarg, verd fosc, amb el bàcul de bisbe groc, en banda, per damunt de l'espasa blanca i d'empunyadura groga, en barra, de l'escut, en la posició de les diagonals d'un quadrat imaginari de costats 3/4 de l'alçària del drap, al centre.
Va ser aprovada el 23 de desembre de 2010 i publicada en el DOGC el 17 de gener de l'any següent amb el número 5797.